# Președintele Austriei
Președintele Austriei (în germană Österreichischer Bundespräsident) este șeful de stat al Austriei. Deși, teoretic, încredințat cu putere mare de Constituție, în practică, președintele acționează, în cea mai mare parte, doar ca figură ceremonială. Președintele Austriei este ales în mod direct prin vot universal o dată la fiecare șase ani. Poate fi reales o singură dată. Locul de muncă este situat în aripa leopoldină a Palatului Imperial Hofburg din Viena.

## Prima Republică (1918-1938)
| Nume             | Început de mandat | Sfârșit de mandat | Partid                                    |
| ---------------- | ----------------- | ----------------- | ----------------------------------------- |
| Karl Seitz       | 5 martie 1919     | 9 decembrie 1920  | Sozialdemokratische Arbeiterpartei (SDAP) |
| Michael Hainisch | 9 decembrie 1920  | 10 decembrie 1928 | fără partid                               |
| Wilhelm Miklas   | 10 decembrie 1928 | 13 martie 1938    | Christlichsoziale Partei (CSP)            |

## A Doua Republică (1945 - )
| Nume                     | Început de mandat | Sfârșit de mandat | Partid                            |
| ------------------------ | ----------------- | ----------------- | --------------------------------- |
| Karl Renner              | 20 decembrie 1945 | 31 decembrie 1950 | Partidul Social-Democrat Austriac |
| Theodor Körner           | 21 iunie 1951     | 4 ianuarie 1957   | Partidul Social-Democrat Austriac |
| Adolf Schärf             | 2 mai 1957        | 28 februarie 1965 | Partidul Social-Democrat Austriac |
| Franz Jonas              | 9 iunie 1965      | 24 aprilie 1974   | Partidul Social-Democrat Austriac |
| Rudolf Kirchschläger     | 8 iulie 1974      | 8 iulie 1986      | fără partid                       |
| Kurt Waldheim            | 8 iulie 1986      | 8 iulie 1992      | Partidul Popular Austriac         |
| Thomas Klestil           | 8 iulie 1992      | 6 iulie 2004      | Partidul Popular Austriac         |
| Heinz Fischer            | 8 iulie 2004      | 8 iulie 2016      | Partidul Social-Democrat Austriac |
| Alexander Van der Bellen | 26 ianuarie 2017  | în funcție        | Verzii – Alternativa Verde        |